# Pseudopsodos chrysopterata
Pseudopsodos chrysopterata là một loài bướm đêm trong họ Geometridae.